# Верхом на ослике вдоль пляжа
«Верхом на ослике вдоль пляжа» (нидерл. Ezeltje rijden langs het strand) — картина в стиле импрессионизма нидерландского художника Исаака Исраэлса, написана в 1898—1900 годах и представляет собой живопись маслом на холсте размером 51×70 см. В настоящее время хранится в Государственном музее в Амстердаме.

## История
С 1886 года художник жил в Амстердаме, но с середины 1890-х годов в течение лета он часто гостил в Гааге у отца, художника Йозефа Исраэлса. Вместе они арендовали виллу Оранье-Отель в Схевенингене. Исраэлс-младший предпочитал отдыхать на пляже, наслаждаясь видом солнца и моря в разное время суток. В этот период им было написано несколько картин в стиле импрессионизма, изображающие детей, катающихся верхом на ослах вдоль берега. Катание верхом на ослах по пляжу в то время было весьма популярным развлечением.

## Описание
На картине изображены три маленькие девочки в белых платьях, катающиеся верхом на ослах вдоль линии пляжа. На двух из них шляпы красного цвета, на самой младшей шляпа белого цвета. За ними следует босой погонщик в синей рубашке, серых штанах и серой кепке. Девочки — дочери знакомых художника; слева направо изображены Агата Паув, Сузе Понт и младшая сестра Агаты. Живописец сумел передать беззаботную атмосферу летнего дня — лёгкий ветерок, тепло и шум волн.
Картина буквально пронизана солнечным светом. Это, прежде всего, впечатление живописца от летнего момента, переданное им почти отрывочными мазками, без особого внимания к изображению. Среди серии подобных полотен художника, эта картина является самой известной его работой и одним из самым известных произведений импрессионистской живописи в Нидерландах.

## Провенанс
Первоначально картина хранилась в Лондоне в частной коллекции пары Дракер-Фрейзера, которые в 1944 году завещали её Государственному музею в Амстердаме.